# Якопо V Аппиано
Я́копо V д’Аппиа́но д’Араго́на (итал. Jacopo V Appiano d’Aragona; ок. 1480, Пьомбино,  синьория Пьомбино — 20 октября 1545, там же) — представитель дома Аппиано, князь Священной Римской империи, князь Пьомбино с 1510 по 1540 год, пфальцграф Священной Римской империи.

## Биография
Родился около 1480 года в Пьомбино в семье Якопо IV, первого князя Пьомбино и Виктории Тодескини-Пикколомини-д’Арагона. По отцовской линии приходился внуком графу Якопо III, синьору Пьомбино и Баттистине Кампофрегозо, дочери генуэзского дожа Джано Старшего. По материнской линии был внуком Антонио Тодескини-Пикколомини-д’Арагона, герцога Амальфи и Марии д’Арагона, внебрачной дочери неаполитанского короля Фердинанда I. После смерти отца, 10 апреля 1510 года получил от императора Максимилиана I инвеституру и стал правителем Пьомбино под именем Якопо V. Его полный титул был следующим: князь Якопо V д’Аппиано д’Арагона, 2-й князь Пьомбино, князь Священной Римской империи, синьор Скарлино, Популонии, Суверето, Буриано и островов Эльба, Монтекристо, Пьяноза, Черболи и Пальмайола, синьор Аббадья-аль-Фаньо и Виньяле (с 1510 по 1519 год), пфальцграф Священной Римской империи.

### Браки и потомство
В 1510 году в Неаполе заключил династический брак с Марией (Марианной) д’Арагона (1485—1514), вдовствующей княгиней Салерно, дочерью Альфонсо д’Арагона, герцога Вильяэрмоса, единокровного брата арагонского короля Фердинанда II и донны Леоноры Сотомайор. Марианна д’Арагона умерла, не родив князю наследника.
Сразу после смерти первой супруги, Якопо V сочетался вторым браком с Эмилией Ридольфи (1497—1514), дочерью мессера Пьеро Ридольфи и Контессины Медичи. Церемония бракосочетания прошла во Флоренции. Новая княгиня Пьомбино приходилась племянницей римскому папе Льву X, который этим браком помешал другому своему племяннику, Лоренцо Медичи сместить Якопо V и захватить его владения. Вторая супруга князя умерла в день их свадьбы. В 1515 году понтифик женил Якопо V на её младшей сестре Клариче Ридольфи (1499—1524) и объявил о своём покровительстве дому Аппиано. Но и третья княгиня Пьомбино умерла, не родив наследника.
В 1525 году Якопо V сочетался четвёртым браком на Елене Сальвиати (ум. 1552), вдовствующей маркграфине Буссето, дочери мессера Якопо Сальвиати и Лукреции Медичи. В этом браке у него родились два сына:
- Якопо (1529 — 15 мая 1552), 3-й князь Пьомбино под именем Якопо VI, князь Священной Римской империи, в 1547 году в Генуе сочетался браком с графиней Вирджинией Фиески (ум. 1597);
- Альфонсо (1535—1590), кавалер ордена Святого Стефана с 1563 года, адмирал тосканского флота с 1564 года, в 1581 году в Вероне сочетался браком с графиней Изабеллой д’Арко (ум. 1620)[1][2].

От некоей дамы по имени Джулия, которая была фрейлиной четвёртой супруги Якопо V, у князя родился бастард Альфонсино (род. и ум. 1530), умерший вскоре после своего рождения.

### Правление
Князь Якопо V покровительствовал живописцам. В 1515 году он пригласил в Пьомбино художника Содому, которому заказал несколько картин. Живописец трудился в княжестве до 1537 года и создал цикл фресок во дворце-крепости в Пьомбино, церкви Святого Креста в Популонии и других храмах на территории княжества. С 1516 по 1520 год при дворе князя трудился художник Россо Фьорентино, написавший его портрет (отождествляется искусствоведами с «Портретом молодого человека»).
В 1520 году император Карл V подтвердил инвеституру князя Пьомбино и предоставил ему многие привилегии. Якопо V был безвольным и слабым правителем. Он не заботился об укреплении безопасности своих владений, которые в его правление подвергались частым нападениям со стороны турецкого флота.
В 1534 году турецкий пират Хайреддин Барбаросса, в союзе с французским флотом, напал на остров Эльбу и разграбил города Рио и Грассера. Ситуацией решил воспользоваться флорентийский герцог Козимо I, который обвинил Якопо V в трусости и обратился к императору Карлу V с просьбой, передать княжество Пьомбино под его правление. В 1541 году император приказал дону Хуану де Луна, своему представителю в Сиенской республике, вместе с Козимо I и Якопо V, укрепить обороноспособность пьомбинского побережья. Реституция римским папой Павлом III замков Валле и Монтьионе, которые до 1539 году принадлежали дому Аппиано, и передача их кардиналу-непоту Алессандро Фарнезе, привела к конфликту между понтификом и Якопо V.
В июне того же года в Вольтерре князь Пьомбино лично подтвердил свою верность императору Карлу V. Однако после предложения императора обменять его княжество на равнозначную территорию в Неаполитанском королевстве или Миланском герцогстве, которое было им отклонено, Якопо V взял курс на сближение с французским королевством. С целью укрепить союзнические отношения Парижа и Пьомбино, князь предложил королю Франциску I заключить династический брак его наследника и дочери графа Ангвиллары, союзника французского короля. Брак не был заключён из-за вмешательства Козимо I, который увидел в нём угрозу своим владениям со стороны французского королевства.
В 1543 году турецкий флот под командованием всё того же Хайреддина Барбароссы снова появился в Тирренском море. Козимо I, выполняя приказание императора от 23 мая 1543 года, послал в княжество Пьомбино вооружённый гарнизон во главе с Отто да Монтауто. Якопо V не доверял флорентийскому герцогу, которого не без оснований подозревал в желании захватить владения дома Аппиано. По совету родственника, кардинала Сальвиати, он не впустил в свои владения флорентийцев, но когда турецкий флот появился у пьомбинского побережья, разрешил флорентийскому гарнизону укрепить обороноспособность своих владений. Хайреддин Барбаросса не напал на земли Якопо V, так как подул противный ветер, не позволивший турецким судам войти в пролив Пьомбино. Вскоре турецкий флот был вынужден отправиться на помощь союзникам — гарнизону французского королевства, заблокированному в Ницце. В 1544 году турки снова напали на остров Эльбу и разграбили город Каполивери. Во избежание большего разорения Якопо V передал Хайреддину Барбароссе сына берберского пирата Синана-паши, которого в 1535 году император Карл V захватил в плен в Тунисе. Мальчик был обращён в христианство и воспитывался при дворе в Пьомбино.
В 1545 году Козимо I снова обратился к императору с просьбой передать во владение или продать ему княжество Пьомбино, в качестве компенсации расходов, понесённых им при обороне феода. Предложение герцога Флоренции столкнулось с оппозицией в лице римского папы Павла III, имперских министров дона Ферранте Гонзага и дона Диего Уртадо де Мендоса, а также представителей Генуэзской и Сиенской республик. Тем не менее, император послал в княжество дона Хуана де Луна с тем, чтобы тот подготовил обмен княжества Пьомбино на равнозначную территорию в Неаполитанском королевстве или Миланском герцогстве. Осуществлению проекта помешала внезапная смерть Якопо V в Пьомбино 20 октября 1545 года.